# Centrale hydroélectrique de Nenskra
 (septembre 2016).
Si vous disposez d'ouvrages ou d'articles de référence ou si vous connaissez des sites web de qualité traitant du thème abordé ici, merci de compléter l'article en donnant les références utiles à sa vérifiabilité et en les liant à la section « Notes et références ».
La centrale hydroélectrique de Nenskra est un projet de barrage de 280 MW en Géorgie.
C’est le projet le plus avancé du programme hydroélectrique de la région de Haute Svanétie. Le projet se trouve sur la rivière Nenskra, en amont d’un autre barrage en projet, Khudoni.

## Historique
Le projet est mené par une coentreprise entre l’entreprise publique Partnership Fund et la compagnie coréenne K-Water.
La construction a débuté mi-2015 et la mise en service est prévue pour 2019. Mais le projet rencontre une forte opposition locale. Les habitants affirment que les impacts négatifs potentiels n’ont pas été correctement évalués.

## Caractéristiques
Le barrage principal mesure 135 m de hauteur et 820 m de long. Situé sur la rivière Nenskra, il créera une retenue d’environ 182 millions de m³. Le réservoir sera alimenté directement par la rivière Nenskra et indirectement par la rivière Nakra adjacente via un tunnel de transfert. Ce tunnel de transfert mesure 12,4 km et 4,5 mètres de diamètre.

## Coût du projet
L’investissement total du projet s’élève à un milliard de dollars. Il est financé par la Banque asiatique de développement et la Banque d'import-export de la Corée.
L’appel d’offres pour la construction a été remporté par le groupe italien de BTP Salini Impregilo pour un montant de 575 millions de dollars.

## Production et transport d’électricité
La production annuelle du barrage devrait être en moyenne de 1 200 GWh et l’électricité alimentera le poste électrique d'Akhari-Jvari via une ligne de 220 kV.

## Impacts sociaux
Environ 400 familles vivent dans les villages de  Chuberi et Nakra, proches du barrage. La majorité des habitants sont Svanes, une ethnie du Caucase, avec leur propre langue, règles et traditions. Depuis des générations, ils vivent isolés et en relative autarcie, dépendant de l’agriculture de subsistance et de l’élevage.

## Risques géologiques
La région de Svanétie est une zone de montagne sensible, exposée aux glissements de terrain et aux coulées de boue. La zone du réservoir ainsi qu’autour du village de Nakra sont particulièrement sensibles. Le cimetière et plusieurs champs de Nakra sont en effet régulièrement traversés par des coulées de boue.
Selon une analyse de l’étude d’impact du projet, les risques géologiques et les conséquences sur les populations locales n’ont pas été correctement évalués.

## Impacts environnementaux
« D’un point de vue de la protection de l’environnement, aucune de ces grandes rivières comme Enguri ou plus petites comme Nenskra ou Nakra ne devrait être utilisée pour la production d’électricité »
En plus du barrage et des conduites, la construction des routes d’accès, des lignes de haute tension ainsi que des transformateurs va probablement accroître le risque de glissements de terrain et d’augmenter ainsi la sédimentation du barrage Enguri en aval, déjà exposé.

## Opposition locale
Des centaines de personnes s’opposent régulièrement au projet. Deux cents habitants et activistes environnementaux se sont rassemblés à Chuberi au mois de juillet 2016 pour demander l’arrêt de la construction jusque soient trouvées des alternatives au projet actuel et que les conséquences du projet soient évaluées en concertation avec les populations locales.
Plus tôt, au mois de mai 2016, huit activistes qui manifestaient contre la construction du barrage ont été arrêtés, puis relâchés après avoir été condamnés à des sanctions financières. Ils bloquaient la route d’accès depuis plusieurs semaines entraînant ainsi l’arrêt complet des travaux.